# Parafia Matki Bożej Częstochowskiej w Lubczy
Parafia Matki Bożej Częstochowskiej w Lubczy – parafia rzymskokatolicka, znajdująca się w diecezji kieleckiej, w dekanacie wodzisławskim.